# Chamaedorea volcanensis
Chamaedorea volcanensis är en enhjärtbladig växtart som beskrevs av Donald R. Hodel och Cast.Mont. Chamaedorea volcanensis ingår i släktet Chamaedorea och familjen Arecaceae.
Artens utbredningsområde är Guatemala. Inga underarter finns listade i Catalogue of Life.